# Mycale arenaria
Espèce
Synonymes
- Mycale arenosa Hajdu & Boury-Esnault, 1991 (nom préoccupé)

Mycale arenaria est une espèce d'éponges de la famille des Mycalidae.

## Taxinomie
L'espèce est décrite en 1991 par Eduardo Hajdu et Nicole Boury-Esnault sous le nom de Mycale arenosa, mais préoccupé par Mycale parasitica var. arenosa Hentschel, 1911. Eduardo Hajdu et Ruth Desqueyroux-Faúndez proposent donc Mycale arenaria comme nom de remplacement en 1994.